# La Drôme Classic
La Drôme Classic, sedan 2022 Faun Drôme Classic, från 2017 till 2021 Royal Bernard Drôme Classic, är ett årligt endags cykellopp som avhålls i departementet Drôme i Frankrike sedan 2014 (det första loppet skulle ha körts 2013, men fick ställas in på grund av snö). Det klassas sedan 2020 som 1.Pro av UCI (dessförinnan som 1.1).
Loppet körs i slingor runt start- och målorten (som ligger i eller nära Valence) på en söndag i februari och utgör tillsammans med Classic de l'Ardèche, som körs dagen före i granndepartementet Ardèche, en "cykelhelg" (Les Boucles Drôme-Ardèche) i sydöstra Frankrike.

## Segrare
- 2025  Juan Ayuso
- 2024  Marc Hirschi
- 2023  Anthony Perez
- 2022  Jonas Vingegaard
- 2021  Andrea Bagioli
- 2020  Simon Clarke
- 2019  Alexis Vuillermoz
- 2018  Lilian Calmejane
- 2017  Sébastien Delfosse
- 2016  Petr Vakoč
- 2015  Samuel Dumoulin
- 2014  Romain Bardet
- 2013 Inställt på grund av snö